# Grotte d'El Sidrón
La grotte d'El Sidrón (espagnol : Cueva de El Sidrón) est une ancienne grotte située dans la commune de Piloña dans les  Asturies au nord-ouest de l'Espagne, où de l'art pariétal paléolithique et des restes d'hommes de Neandertal ont été trouvés. Elle fait environ 600 mètres de long
.

## Présentation
En 1994, des restes de Néandertaliens ont été découverts par hasard dans la grotte. Les archéologues ont depuis mis au jour les restes d'au moins 12 individus : trois hommes, trois garçons adolescents, trois femmes et trois enfants
.
De l'ADN de trois de ces Néandertaliens fut partiellement séquencé (441, 1253, and 1351c)

. Les références 1253 et 1351c ont la même mutation à la position A-911, G-977 sur l'exon 7 du gène FOXP2, connu comme le 
gène du langage chez les humains actuels
.
Les analyses ont aussi porté sur les fossiles de l'ADN mitochondrial qui définissent plusieurs lignées génétiques d’origine maternelle, et sur la présence du chromosome Y, hérité du père et propre au sexe mâle. Il en ressort que sept individus appartiennent à une même lignée, quatre à une deuxième, et un seul, une femme, à une troisième. Les trois femmes sont chacune d’une lignée maternelle différente, alors que les trois hommes sont de la même lignée, ce qui suggère que la société néandertalienne pratique l'exogamie patrilocale.
Une étude utilisant la chromatographie en phase gazeuse  et la spectrométrie de masse, réalisée par des chercheurs d'Espagne, du Royaume-Uni et d'Australie, a porté sur des micro-fossiles de plantes contenus dans le tartre dentaire des Néandertaliens. Elle a révélé la consommation d'une large variété de plantes dont des plantes amères, probablement utilisées comme médicament
.

### Sources
- (en) Cet article est partiellement ou en totalité issu de l’article de Wikipédia en anglais intitulé « Sidrón Cave » (voir la liste des auteurs).